# Banc de temps
Un banc de temps és una iniciativa comunitària d'intercanvi de temps, que emula simbòlicament el funcionament d'un banc, però en el qual allò que es «presta» i es «rep» és temps dedicat a serveis a les persones. Aquest mecanisme d'intercanvi multilateral té per objectiu establir una xarxa d'ajuda mútua i reforçar els llaços comunitaris d'un barri, poble o ciutat.
Hi ha antecedents d'intercanvis basats en unitats de temps des del segle xix, en concret la Cincinnati Time Store desenvolupada per l'anarquista nord-americà Josiah Warren. Tot i això, els bancs de temps moderns formen part d'un important moviment mutualista i cooperativista, tant als Estats Units, com posteriorment a Europa i a la resta del món, iniciat per Edgar S. Cahn a partir de la dècada dels 1980. Cahn va concebre el mecanisme dels time dollars o bancs del temps en un moment de crisi econòmica i de retallades en els serveis de l'estat del benestar nord-americà. El seu objectiu era solucionar problemes de l'«economia de mercat», que no valora suficientment els serveis molt abundants, a través d'un mercat complementari d'intercanvi de temps que s'adapta a allò que ell anomena «economia de bas» informal i no monetària.
Els bancs dels temps són grups de persones motivades per a intercanviar temps, dedicant-lo a tasques puntuals d'atenció a les persones: infants, gent gran, gent malalta, etc., fomentant així l'oportunitat de conèixer i confiar en els altres. Els intercanvis més habituals es refereixen a activitats socioculturals, o a activitats relacionades amb les necessitats de la vida diària. Aquest mecanisme, facilitador d'intercanvis voluntaris basats en la confiança, posa en evidència que als pobles i ciutats hi ha valors comunitaris fortament arrelats. Els bancs del temps constitueixen una eina de regeneració de les comunitats que permet la convivència cooperativa i l'autonomia personal.

## Funcionament
Es tracta bàsicament d'intercanviar necessitats per habilitats, sense ànim de lucre ni cap mediació monetària. L'usuari rep un servei d'algú altre durant un període, i es compromet a prestar un servei igualment prolongat. És a dir, «el troc funciona a través de crèdits mutus en forma de temps». Cada usuari rep un talonari per efectuar els pagaments, i és titular d'un «compte corrent» que registra el saldo de temps disponible. La unitat d'intercanvi és l'hora, independentment del servei que s'ofereixi o que es rebi. Cada servei, coneixement o habilitat intercanviada té el mateix valor, mesurat en unitats de temps, independentment que el donant sigui un principiat o un expert.
Les transaccions es regulen amb l'intercanvi físic d'uns xecs de temps, que es donen en forma de talonari als socis del banc. Una secretaria centralitza la gestió d'ofertes i demandes, posant en contacte a les persones, i controlant l'estat de saldo de les hores donades i rebudes.
Els intercanvis no són bilaterals («jo et dono i tu em dónes») sinó multilaterals: s'ofereix oferta i demanda a una borsa de serveis, coneixements i habilitats del banc de temps de forma que la persona A ajuda a B, B ajuda a C, C ajuda a D, i D ajuda a A.

## Els bancs de temps a Catalunya
Els bancs del temps a Catalunya s'impulsen habitualment des dels ajuntaments en col·laboració amb la xarxa associativa i veïnal, sovint amb el suport de l'Associació Salut i Família que coordina la Xarxa Estatal de Bancs del Temps.
L'any 1997, la directora del Centre Cívic del Guinardó, Cinta Llorens, en representació de l'Ajuntament de Barcelona, i la directora de l'Associació Salut i Familia, Elvira Méndez, van proposar al Centre de Cultura Popular Montserrat portar la gestió del primer banc de temps a Catalunya.
A Catalunya hi ha un important nombre de bancs de temps: Barcelona, Terrassa, Sabadell, Reus, Cerdanyola del Vallès, Ripollet, Sant Cugat del Vallès, Sant Joan Despí, Gavà, Santa Maria de Palautordera, Arenys de Mar, a Girona el Banc del Temps Pont del Dimoni i el del barri de Palau, Vilanova i la Geltrú, Vilafranca del Penedès, Cambrils, Vilanova del Camí, entre altres municipis.

## Banc del temps escolar
El banc del temps escolar (BdTE) és un programa educatiu basat en l'aprenentatge cooperatiu i en la dinàmica del banc de temps. El BdTE pretén desenvolupar una actuació educativa global, on tots els alumnes de forma conjunta i cooperativa transmeten i aprenen coneixements i habilitats.
Els objectius del BdTE són: l'augment del rendiment escolar, la millora de la convivència i la potenciació de les habilitats comunicatives.
El BdTE és un programa senzill d'aplicar, adaptable a diferents grups i flexible en el seu desenvolupament. Aprofita la riquesa de la diversitat que presenten les aules, té molt present que tots els alumnes són importants i promou que tots tinguin èxit, facilita el coneixement i l'atansament dels docents i els alumnes, potencia que la família participi en el procés educatiu dels seus fills i possibilita la relació del centre educatiu i l'entorn.